# مشروع مفاعل الأبحاث منخفض الطاقة
مشروع مفاعل الأبحاث منخفض الطاقة،  يُعد مشروع مفاعل الأبحاث النووي الأول من نوعه في المملكة العربية السعودية وأحد المشاريع الكبرى التابعة لصندوق الاستثمارات العامة، الذي دشنه الأمير محمد بن سلمان بن عبد العزيز ولي العهد نائب رئيس مجلس الوزراء وزير الدفاع، ويساهم هذا المشروع في تصميم وتطوير صناعة المفاعلات النووية في المملكة العربية السعودية، وتطوير وتأهيل الكفاءات وتعزيزالقدرات البشرية لتشغيل مفاعلات الطاقة النووية.

## الأهداف الاستراتيجية
1. نقل تقنية بناء وتشغيل المفاعلات النووية
2. منشأة تدريبية وتعليمية رئيسة لتطوير الكوادر الوطنية في المجالات النووية.
3. دعم البحث والتطوير في العلوم ذات العلاقة.
4. تأهيل الشركات الوطنية في تصنيع بعض أجزاء المفاعل.

## حقائق
- أول مفاعل نووي في المملكة العربية السعودية.
- 7 قطاعات حيوية.
- 8 مختبرات وفصول دراسية في المنشأة.
- 21 باحثًا ومهندسًا شاركوا في تصميم المفاعل.
- 1,030 من قضبان الوقود مستخدمة في قلب المفاعل.
- 100 كيلو واط حجم طاقته.
- 40 عامًا مدة التشغيل بأمان.
- 6 قضبان أمان وتحكم للمفاعل.

## وصلات خارجيَّة
- المفاعل النووي السعودي الأول للأبحاث.. خصائص ومواصفات.
- أبرز المعلومات عن مشروع المفاعل النووي السعودي.
- ولي العهد يضع حجر أساس أول مفاعل أبحاث نووي بالسعودية.